# (13038) Woolston
(13038) Woolston ist ein Asteroid des Hauptgürtels, der am 2. März 1990 vom belgischen Astronomen Eric Walter Elst am La-Silla-Observatorium (IAU-Code 809) der Europäischen Südsternwarte in Chile entdeckt wurde.
Der Asteroid wurde am 25. Januar 2005 nach dem englischen Theologen Thomas Woolston (1669–1731) benannt, der die Wiederauferstehung Christi in Zweifel zog und die Existenz von Wundern verneinte.
Der Himmelskörper gehört der Klytaemnestra-Familie an, einer Gruppe von Asteroiden, die nach (179) Klytaemnestra benannt ist.